# Herta Felden

Herta Felden auf einer Fotografie von Alexander Binder

Herta Felden, geboren als Hertha Mathilde Feilchenfeld, verehelichte Herta Lewin, (geboren am 6. September 1897 in Berlin; ermordet am 11. Oktober 1942 im KZ Auschwitz-Birkenau) war eine deutsche Schauspielerin.

## Leben
Herta Felden kam als Tochter des aus Sachsen-Anhalt stammenden jüdischen Buchhalters und Kaufmanns Markus Feilchenfeld und dessen aus Gnesen im heutigen Polen stammenden Ehefrau Olga, geborene Unger, zur Welt. Ihre künstlerische Ausbildung erhielt Hertha Feilchenfeld, die sich bald Herta Felden nannte, in der Frühphase des Ersten Weltkriegs in ihrer Heimatstadt Berlin bei Max Reinhardt, der sie von Anbeginn ihrer Karriere auch in seinen Inszenierungen besetzte. So sah man sie während ihres Engagements am Deutschen Theater (1915–1919) unter anderem als Meerkater beziehungsweise als zweite Nymphe in Faust I (September 1915 bzw. März 1916), als vierte Nonne in Das Mirakel (April 1916), als Leontine in Gerhart Hauptmanns Der Biberpelz (Februar 1916), als Frau Borkmans Magd in Henrik Ibsens John Gabriel Borkman (März 1917) sowie im Rahmen von Reinhardts Shakespeare-Aufführungen als Dorcas in Das Wintermärchen (September 1915) und als Titania in Ein Sommernachtstraum (März 1918). 
Im selben Zeitraum, am 23. Februar 1916, ehelichte Herta Felden den 1890 geborenen jüdischen Tabakhändler Joseph Lewin und hieß seitdem bürgerlich Herta Lewin. Nach dem Ende des Ersten Weltkriegs fand die Künstlerin nur noch sporadische Festanstellungen an Berliner Bühnen, so unter anderem am Wallner-Theater, dem Thalia-Theater sowie den Saltenburg-Bühnen. Dies hing ursächlich mit ihrer Mutterschaft zusammen, denn Herta Lewin gebar am 21. Dezember 1925 einen Sohn namens Hans. Es folgten mehrere Umzüge innerhalb Berlins, auch nachdem die Nationalsozialisten 1933 die Macht übernommen hatten. Im Rahmen der letzten Aktionen der braunen Machthaber gegen die in der Reichshauptstadt verbliebenen Juden erfolgte 1942 die Deportation des jüdischen Ehepaars Jakob und Herta Lewin. Während ihr Gatte über das KZ Neuengamme (Hamburg) in die Landesheil- und Pflegeanstalt Bernburg, nun eine der nazistischen „Tötungsanstalten“, deportiert und dort ermordet wurde, verschleppte man Herta Felden-Lewin in das Vernichtungslager Auschwitz. Dort wurde die frühere Schauspielerin im Herbst 1942 ermordet.
Am 11. Dezember 2007 wurde vor einer ihrer Wohnadressen, Lietzenseeufer 5 in Berlin-Charlottenburge, ein Stolperstein verlegt.